# عامود
عامود (به عربی: عامود) یک روستا در سوریه است که در ناحیه درکوش واقع شده‌است. عامود ۸۲۸ نفر جمعیت دارد.